# Gabriel Mbilingi
Gabriel Mbilingi (Bândua, 17 gennaio 1958) è un arcivescovo cattolico angolano, dal 5 settembre 2009 arcivescovo metropolita di Lubango.

## Biografia

### Formazione e ministero sacerdotale
Dopo essere entrato nel seminario di Huambo nel 1970, dove ha svolto gli studi di filosofia, è entrato a far parte della Congregazione dello Spirito Santo il 10 aprile 1980, ha emesso la sua professione perpetua il 9 aprile 1983 ed è stato ordinato sacerdote il 26 febbraio 1984.
Dal 1988 al 1992 ha studiato al Pontificio Seminario Francese di Roma.

### Ministero episcopale
Il 15 ottobre 1999 papa Giovanni Paolo II lo ha nominato vescovo coadiutore di Lwena.
Ha ricevuto l'ordinazione episcopale il 6 gennaio 2000, nella Basilica di San Pietro in Vaticano direttamente dalle mani del pontefice, co-consacranti l'arcivescovo Giovanni Battista Re e l'arcivescovo Marcello Zago.
Il 14 giugno successivo è succeduto al vescovo José Próspero da Ascensão Puaty, dimissionario per raggiunti limiti d'età divenendo vescovo di Lwena.
L'11 dicembre 2006 papa Benedetto XVI lo ha nominato arcivescovo coadiutore di Lubango. Il 5 settembre 2009 ne è divenuto arcivescovo, in seguito al ritiro del suo predecessore, Zacarias Kamwenho. Il 29 giugno 2010 ha ricevuto il pallio dal pontefice a Roma.
Dal 2007 al 2012 è stato presidente del Assemblea interregionale dei vescovi dell'Africa del Sud.
Ha partecipato alla III assemblea generale straordinaria del sinodo dei vescovi dal tema Le sfide pastorali sulla famiglia nel contesto dell'evangelizzazione il 9 settembre 2014  e alla XV assemblea generale ordinaria del sinodo dei vescovi il 15 ottobre 2018 dal tema I Giovani, la Fede e il Discernimento Vocazionale.
Dal 2013 al 2019 è stato presidente del Simposio delle conferenze episcopali di Africa e Madagascar e dal 21 al 18 luglio 2019 ha presieduto il simposio tenutosi in Uganda.

## Genealogia episcopale e successione apostolica
La genealogia episcopale è:
- Cardinale Scipione Rebiba
- Cardinale Giulio Antonio Santori
- Cardinale Girolamo Bernerio, O.P.
- Arcivescovo Galeazzo Sanvitale
- Cardinale Ludovico Ludovisi
- Cardinale Luigi Caetani
- Cardinale Ulderico Carpegna
- Cardinale Paluzzo Paluzzi Altieri degli Albertoni
- Papa Benedetto XIII
- Papa Benedetto XIV
- Papa Clemente XIII
- Cardinale Enrico Benedetto Stuart
- Papa Leone XII
- Cardinale Chiarissimo Falconieri Mellini
- Cardinale Camillo Di Pietro
- Cardinale Mieczysław Halka Ledóchowski
- Cardinale Jan Maurycy Paweł Puzyna de Kosielsko
- Arcivescovo Józef Bilczewski
- Arcivescovo Bolesław Twardowski
- Arcivescovo Eugeniusz Baziak
- Papa Giovanni Paolo II
- Arcivescovo Gabriel Mbilingi, C.S.Sp.

La successione apostolica è:
- Vescovo Estanislau Marques Chindekasse, S.V.D. (2013)
- Vescovo Joaquim Nhanganga Tyombe (2021)